# マイケル・サイモン (料理人)
マイケル・サイモン（Michael Symon、1969年9月19日 - ）は、アメリカ合衆国の料理人。ローラ・ビストロ、メイベルズというレストランを所有している。
料理バラエティ番組『アイアン・シェフ・アメリカ』（フード・ネットワーク）のシーズン2において、森本正治にアスパラガスをテーマに挑戦するが、敗北している。2007年に『アイアン・シェフ・アメリカ』のスピンオフ企画である勝ち抜き料理番組『The Next Iron Chef』（第1シーズン）で優勝し、以後『アイアン・シェフ・アメリカ』に地中海料理の鉄人として出演している。『Dinner: Impossible』のシーズン5でホストを務めた。